# Rhabdamia gracilis
Rhabdamia gracilis är en fiskart som först beskrevs av Bleeker, 1856.  Rhabdamia gracilis ingår i släktet Rhabdamia och familjen Apogonidae. Inga underarter finns listade i Catalogue of Life.